# Château de Blauwhuis
Le domaine du château de Blauwhuis est situé à Iseghem, dans la province belge de Flandre occidentale . La première mention du château de Blauwhuis date de 1544. Le château est protégé en tant que monument depuis 1981. Le château actuel est situé au milieu d'un parc et est accessible par une avenue à l'ouest et une au sud. Le rempart en partie conservé à l'ouest est alimenté par le Kasteelbeek.

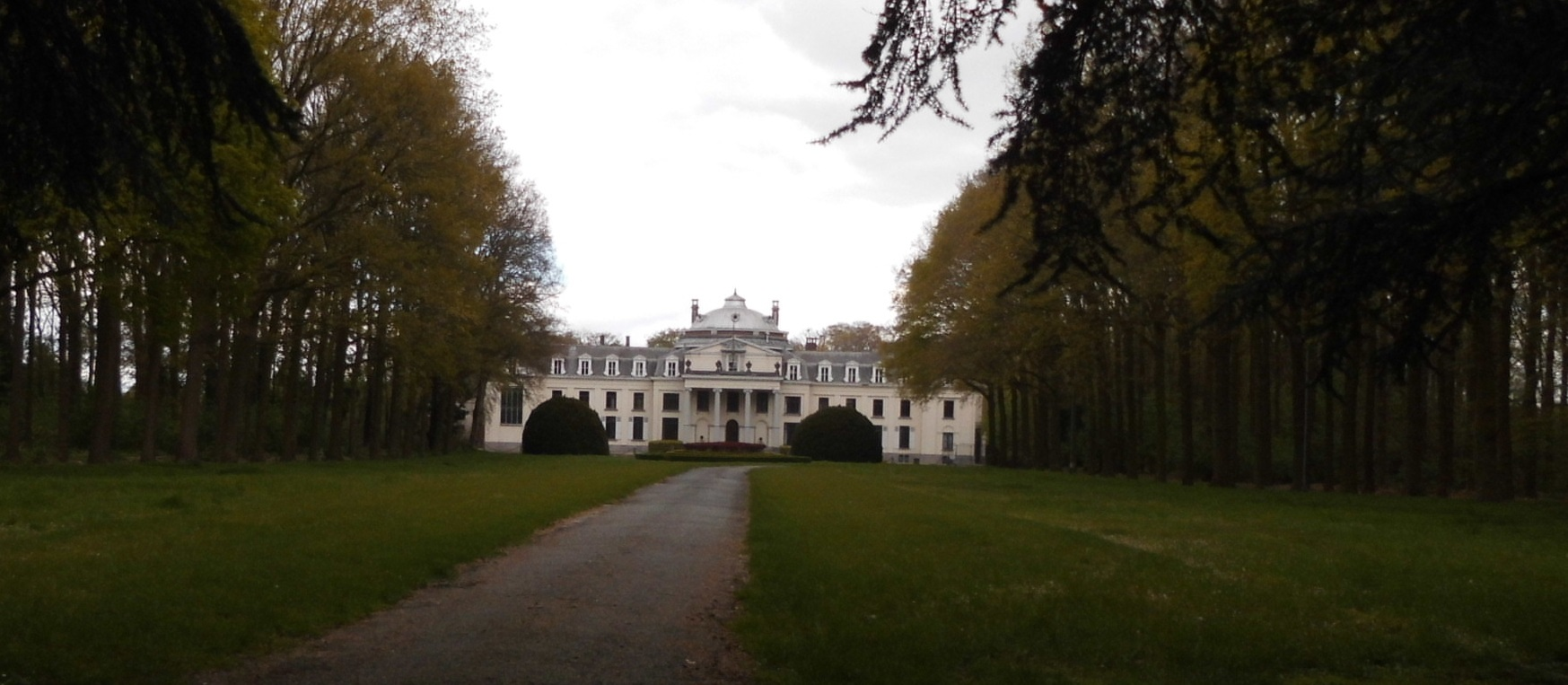
Château de Blauwhuis - Avenue et façade d'arrivée.

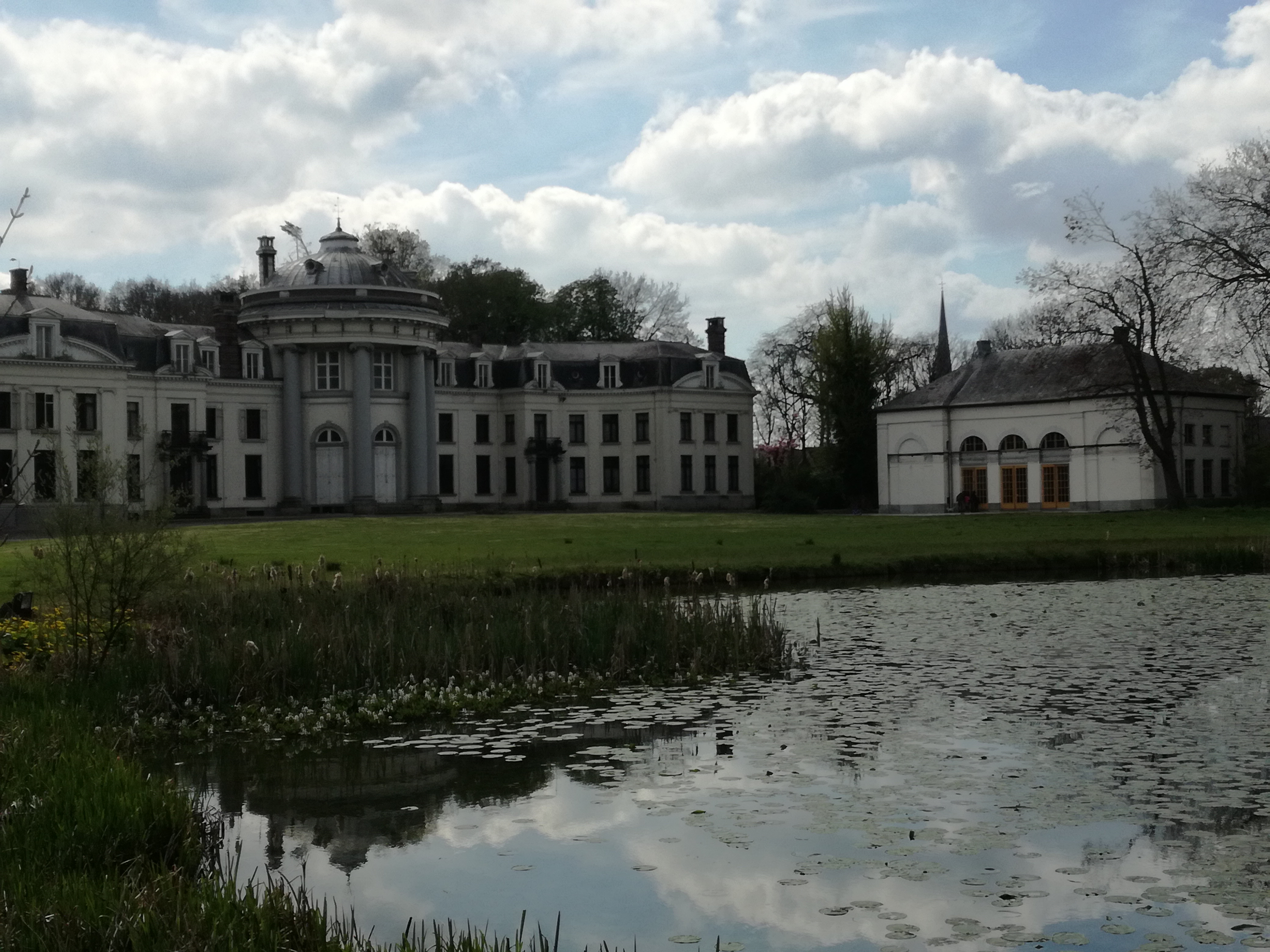
Château de Blauwhuis - Façade postérieure et remise.

## Histoire
Le château remonte à une métairie du manoir de Schiervelde , l'un des manoirs les plus importants de Roulers. Sous l' Ancien Régime , le manoir appartenait à la famille De Heurne. À partir de 1807, le manoir passa par mariage aux mains de la famille de Pélichy et à partir de 1872, se transmit dans la famille Gillès de Pélichy, après le mariage du baron Louis Gillès de Pélichy avec Marie de Pélichy.
La métairie a été mentionnée pour la première fois en 1544 sous le nom de Blauwhuis ou Blauwpoorte. Le nom fait référence à la couleur bleue du toit en ardoise. Dans le quatrième quart du XVIIe siècle, la ferme fut transformée en domaine rural sur ordre de JF van Heurne . En 1794, le château fut gravement endommagé par les troupes françaises , après quoi il fut restauré. 
Les deux façades présentent de notables différences : la façade d'arrivée, rectiligne, prolonge un massif avant-corps central à colonnade.
La façade postérieure présente un plan incurvé, entre l'avant-corps central en arc de cercle, orné de colonnes supportant une massive corniche surmontée d'un toit en coupole, et les ailes en retour.
Pendant la Première Guerre mondiale, le château fut occupé par les troupes allemandes . En 1918, les forces d'occupation incendièrent le dépôt de munitions lors de leur retraite, provoquant l'incendie complet de la « boomforest » (forêt de hêtres), plantée au début du XIXe siècle. Seul l'arbre sur lequel était accrochée une chapelle mariale est resté debout. Ce hêtre se trouve toujours dans le parc actuel. La ferme a également été entièrement détruite par un incendie.
La famille Gillès de Pélichy habita la demeure jusqu'en 1984, puis l'affecta à l'organisation de réceptions, jusqu'en 2015.
En 2017, la ville d'Iseghem, en collaboration avec l'asbl propriétaire Gillès de Pélichy, a ouvert le parc au public. 
Vendu alors à l'entreprise immoblière Romel, le château a été restauré et peut être loué pour des réceptions,.